# Выборы губернатора Новгородской области (2012)
Выборы губернатора Новгородской области состоялись в Новгородской области 14 октября 2012 года в единый день голосования.  Одновременно выборы губернаторов прошли ещё в 4 субъектах Российской Федерации.
Выдвижение кандидатов закончилось 27 июля 2012 года. С 30 июля по 29 августа кандидатам должны были собрать и предоставить в избирком подписи в свою поддержку депутатов и глав местного самоуправления. Решение о регистрации в отношении каждого кандидата избирательная комиссия выносила в течение 10 дней после подачи необходимых документов. С 15 августа по 13 октября продлится предвыборная агитация.

## Предшествующие события
Предыдущие выборы губернатора Новгородской области прошли 7 сентября 2003 года. На них победил Михаил Прусак, который руководил областью с 1991 года. Он набрал около 159 тысяч голосов избирателей (78,73 %). В 2007 году Прусак ушёл в отставку.
В августе 2007 года губернатором стал Сергей Митин, который до этого был заместителем министра сельского хозяйства России А. В. Гордеева. В начале мая 2012 года президент России Дмитрий Медведев, подписал закон, вернувший в Российской Федерации прямые выборы глав регионов.
В августе 2012 года истёк пятилетний срок губернаторских полномочий Митина. 8 августа президент России Владимир Путин своим указом назначил его исполняющим обязанности главы региона.
В мае Новгородская областная дума приняла областной закон «О выборах Губернатора Новгородской области».
В начале июля Новгородская областная дума издала постановление, назначив выборы губернатора Новгородской области на 14 октября 2012 года. Новгородская область назначила выборы губернатора первой из пяти субъектов РФ, в которых полномочия губернаторов заканчивались в 2012 году.

## Процедура
1 июня 2012 года вступил в силу закон, вернувший прямые выборы глав субъектов Российской Федерации. Однако был введён так называемый муниципальный фильтр. Всем кандидатам на должность главы субъекта РФ (как выдвигаемых партиями, так и самовыдвиженцам), согласно закону, требуется собрать в свою поддержку от 5% до 10% подписей от общего числа муниципальных депутатов и избранных на выборах глав муниципальных образований, в числе которых должно быть от 5 до 10 депутатов представительных органов муниципальных районов и городских округов и избранных на выборах глав муниципальных районов и городских округов. В городах федерального значения кандидатов должно поддержать не меньшее число местных депутатов. Муниципальным депутатам представлено право поддержать только одного кандидата.

## Сбор подписей и регистрация
| Кандидат                        | Субъект выдвижения                        | Дата выдвижения | Должность (на момент выдвижения) | Статус                                                                                                |
| ------------------------------- | ----------------------------------------- | --------------- | --- | --- |
| Афанасьев, Алексей Владимирович | «Справедливая Россия» областное отделение | 18.07.2012      | заместитель председателя Новгородской областной думы, председатель Совета регионального отделения партии «Справедливая Россия» в Новгородской области | отказано, так как представлено недостаточное для регистрации число подписей (158 при 173 необходимых) |
| Ефимова, Ольга Анатольевна      | «КПРФ» областное отделение                | 16.07.2012      | помощник депутата Госдумы С. И. Васильцова по работе в Новгородской области, депутат Новгородской областной думы                                      | отказано, так как представлено недостаточное для регистрации число подписей (80 при 173 необходимых)  |
| Захаров, Николай Иванович       | «Патриоты России» областное отделение     | 10.07.2012      | председатель комитета Новгородского регионального отделения политической партии «Патриоты России»                                                     | зарегистрирован                                                                                       |
| Кобзев, Георгий Сергеевич       | «Молодая Россия» областное отделение      | 26.07.2012      | заведующий хозяйством ОАУ «Дом молодёжи» (Великий Новгород)                                                                                           | отказано, так как представлено недостаточное для регистрации число подписей (25 при 173 необходимых)  |
| Митин, Сергей Герасимович       | «Единая Россия» областное отделение       | 12.07.2012      | губернатор Новгородской области (срок окончания полномочий - август 2012 года)                                                                        | зарегистрирован                                                                                       |
| Михайлов, Виктор Николаевич     | «ЛДПР» областное отделение                | 09.07.2012      | адвокат Адвокатской палаты Новгородской области | зарегистрирован                                                                                       |
| Михайлова, Елена Васильевна     | «Правое дело» областное отделение         | 19.07.2012      | доцент кафедры журналистики Новгородского государственного университета им. Ярослава Мудрого                                                          | отказано, так как представлено недостаточное для регистрации число подписей (74 при 173 необходимых)  |